# Blóðdropinn
Blóðdropinn (pol. Kropla Krwi) – islandzka nagroda literacka, przyznawana corocznie dla najlepszej powieści kryminalnej. Po raz pierwszy została przyznana 23 września 2007 przez Islandzkie Stowarzyszenie Twórców Literatury Kryminalnej (isl. Hið íslenska glæpafélag). Powieść, która została wyróżniona nagrodą Blóðdropinn staje się automatycznie islandzkim kandydatem do nagrody Szklanego Klucza, która jest przyznawana dla najlepszej skandynawskiej powieści kryminalnej.
| Rok  | Autor               | Tytuł oryginalny                           | Tytuł przekładu                  |
| ---- | ------------------- | ------------------------------------------ | -------------------------------- |
| 2013 | Stefán Máni         | Húsið JPV, Reykjavík 2012                  |                                  |
| 2012 | Sigurjón Pálsson    | Klækir Sigurjón Pálsson, Reykjavík 2011    |                                  |
| 2011 | Yrsa Sigurðardóttir | Ég man þig Veröld, Reykjavík 2010          | Pamiętam cię Muza, Warszawa 2012 |
| 2010 | Helgi Ingólfsson    | Þegar kóngur kom Ormstunga, Reykjavík 2009 |                                  |
| 2009 | Ævar Örn Jósepsson  | Land tækifæranna Uppheimar, Akranes 2008   |                                  |
| 2008 | Arnaldur Indriðason | Harðskafi JPV, Reykjavík 2007              |                                  |
| 2007 | Stefán Máni         | Skipið JPV, Reykjavík 2006                 | Statek W.A.B., Warszawa 2010     |